# Liste des ministres wallons des Pouvoirs locaux
Voici la liste des ministres des Pouvoirs locaux de la Région wallonne depuis la création de la fonction en 1988. 
| Nom  | Nom                | Nom                             | Parti | Mandat                                                          | Gouvernement(s)                                                                         | Portefeuille ministériel                                                                                                 |
| ---- | ------------------ | ------------------------------- | ----- | --------------------------------------------------------------- | --------------------------------------------------------------------------------------- | --- |
| 1    |                    | Guy Coëme (1946-)               | PS    | 4 février 1988 - 10 mai 1988 (3 mois et 6 jours)                | Coëme                                                                                   | Ministre-président et Ministre de l'Eau, de la Rénovation rurale, de la Conservation de la nature et de l'Administration |
| 2    |                    | André Cools (1927-1991)         | PS    | 4 février 1988 - 3 mai 1990 (2 ans, 2 mois et 29 jours)         | Coëme                                                                                   | Ministre des Pouvoirs locaux et des Travaux subsidiés                                                                    |
| 2    | Anselme            | André Cools (1927-1991)         | PS    | 4 février 1988 - 3 mai 1990 (2 ans, 2 mois et 29 jours)         | Ministre des Pouvoirs locaux, des Travaux subsidiés et de l'Eau                         | |
| 3    |                    | Alain Van der Biest (1943-2002) | PS    | 3 mai 1990 - 8 janvier 1992 (1 an, 8 mois et 5 jours)           | Anselme                                                                                 | Ministre des Pouvoirs locaux, des Travaux subsidiés et de l'Eau                                                          |
| 4    |                    | Guy Mathot (1941-2005)          | PS    | 8 janvier 1992 - 25 janvier 1994 (2 ans et 17 jours)            | Spitaels                                                                                | Ministre des Affaires intérieures, des Pouvoirs locaux, de l'Administration et des Travaux subsidiés                     |
| 5    |                    | Bernard Anselme (1945-)         | PS    | 25 janvier 1994 - 15 juillet 1999 (5 ans, 5 mois et 20 jours)   | Collignon I                                                                             | Ministre des Affaires intérieures, de la Fonction publique et du Budget                                                  |
| 5    | Collignon II       | Bernard Anselme (1945-)         | PS    | 25 janvier 1994 - 15 juillet 1999 (5 ans, 5 mois et 20 jours)   | Ministre des Affaires intérieures et de la Fonction publique                            | |
| 6    |                    | Jean-Marie Severin (1941-)      | PRL   | 15 juillet 1999 - 17 octobre 2000 (1 an, 3 mois et 2 jours)     | Di Rupo I                                                                               | Ministre des Affaires intérieures et de la Fonction publique                                                             |
| 6    | Van Cauwenberghe I | Jean-Marie Severin (1941-)      | PRL   | 15 juillet 1999 - 17 octobre 2000 (1 an, 3 mois et 2 jours)     |                                                                                         | Ministre des Affaires intérieures et de la Fonction publique                                                             |
| 7    |                    | Charles Michel (1975-)          | PRL   | 17 octobre 2000 - 27 juillet 2004 (3 ans, 9 mois et 10 jours)   | Van Cauwenberghe I                                                                      | Ministre des Affaires intérieures et de la Fonction publique                                                             |
| 8    |                    | Philippe Courard (1966-)        | PS    | 27 juillet 2004 - 15 juillet 2009 (4 ans, 11 mois et 18 jours)  | Van Cauwenberghe II                                                                     | Ministre des Affaires intérieures et de la Fonction publique                                                             |
| 8    | Di Rupo II         | Philippe Courard (1966-)        | PS    | 27 juillet 2004 - 15 juillet 2009 (4 ans, 11 mois et 18 jours)  |                                                                                         | Ministre des Affaires intérieures et de la Fonction publique                                                             |
| 8    | Demotte I          | Philippe Courard (1966-)        | PS    | 27 juillet 2004 - 15 juillet 2009 (4 ans, 11 mois et 18 jours)  |                                                                                         | Ministre des Affaires intérieures et de la Fonction publique                                                             |
| 9    |                    | Paul Furlan (1962-2023)         | PS    | 15 juillet 2009 - 26 janvier 2017 (7 ans, 6 mois et 11 jours)   | Demotte II                                                                              | Ministre des Pouvoirs locaux, de la Ville et du Tourisme                                                                 |
| 9    | Magnette           | Paul Furlan (1962-2023)         | PS    | 15 juillet 2009 - 26 janvier 2017 (7 ans, 6 mois et 11 jours)   | Ministre des Pouvoirs locaux, de la Ville, du Logement et des Infrastructures sportives | |
| 10   |                    | Pierre-Yves Dermagne (1980-)    | PS    | 26 janvier 2017 - 28 juillet 2017 (6 mois et 2 jours)           | Magnette                                                                                | Ministre des Pouvoirs locaux, de la Ville, du Logement et des Infrastructures sportives                                  |
| 11   |                    | Valérie De Bue (1966-)          | MR    | 28 juillet 2017 - 13 septembre 2019 (2 ans, 1 mois et 16 jours) | Borsus                                                                                  | Ministre des Pouvoirs locaux, du Logement et des Infrastructures sportives                                               |
| (10) |                    | Pierre-Yves Dermagne (1980-)    | PS    | 13 septembre 2019 - 1er octobre 2020 (1 an et 18 jours)         | Di Rupo III                                                                             | Ministre du Logement, des Pouvoirs locaux et de la Ville                                                                 |
| 12   |                    | Christophe Collignon (1969-)    | PS    | 1er octobre 2020 - (4 ans, 5 mois et 14 jours)                  | Di Rupo III                                                                             | Ministre du Logement, des Pouvoirs locaux et de la Ville                                                                 |